# Pop (jogo eletrônico)
Pop é um jogo de WiiWare desenvolvido pela desenvolvedora australiana Nnooo. O jogo foi lançado na América do Norte em 12 de maio de 2008 como um dos títulos de lançamento do serviço, e em 4 de julho de 2008 na Europa. Custando 700 Wii Points.

## Jogabilidade
Pop envolve o jogador em estourar bolhas para ganhar pontos contra o limite de tempo. Os jogadores acertam as bolhas que flutuam pela tela utilizando o Wii Remote, ganhando bônus de pontos ao acertar várias bolhas, e adicionando mais tempo no relógio.
O jogador ainda suporta multiplayer competitivo para até 4 jogadores, o qual envolve cada jogador tentando ganhar mais pontos que o possóvel antes do limite de tempo.